# إبراهام لينكولن فريدمان
إبراهام لينكولن فريدمان (بالإنجليزية: Abraham Lincoln Freedman)‏ هو قاضي ومحامي أمريكي، ولد في 19 نوفمبر 1904 في ترنتون في الولايات المتحدة، وتوفي في 13 مارس 1971.